# George Jackson (chanteur)
Pour les articles homonymes, voir George Jackson et Jackson.
George Henry Jackson, né en 1945 à Indianola, Mississippi et mort le 14 avril 2013 à Ridgeland, est un auteur et chanteur américain de soul blues, southern soul et deep soul des années 1960 et 1970.

## Biographie
Il grandit à Greenville bercé par les sons gospel des Soul Stirrers, Staple Singers et surtout de Sam Cooke.
Davantage connu pour son talent de compositeur fertile, il compose bon nombre de chansons soul (près de 450) pour différents interprètes comme Clarence Carter, James Carr, Bob Seger, Wilson Pickett, Ike Turner, Z. Z. Hill, Candi Staton et Johnny Taylor. Ses plus célèbres sont It’s too funky in here, pour James Brown, et One bad apple, écrite pour les Jackson Five mais finalement chantée par The Osmonds et vendue à un million d’exemplaires.
Comme chanteur, sa tessiture de ténor et son registre de crooner bluesy rappelle des interprétations comme celles de Bobby Bland ou de James Carr. Originaire du Mississippi, il s’installe à Memphis, où il enregistre aux fameux studios Muscle Shoals. Aretha, Sing One For Me est son seul et unique tube, qui sera repris par Chan Marshall (Cat Power). Il chante également Search Your Heart, I Don't Need You No More et Find 'Em, Fool 'Em and Forget 'Em.
George Jackson décède en avril 2013 à l'âge de 68 ans des suites d'un cancer.

## Postérité
Enregistrant sous de multiples labels, ses singles se retrouvent dispersés, ce qui ne favorise pas sa carrière de chanteur. En novembre 2009, Ace Records, ayant racheté Kent Records sort un album intitulé In Memphis 1972-77 reprenant la plupart des enregistrements de George Jackson. Peu de temps après, en 2011, une réédition des enregistrements de Jackson aux FAME studios sort sous le titre : Don't Count Me Out et reçoit un accueil très favorable des critiques spécialisées.
En 2012, le second volume consacré aux enregistrements de l'artiste sous le label FAME est produit. Dans cet opus, Let The Best Man Win (The Fame Recordings /Vol.2), Jackson est accompagné sur plusieurs morceaux par la section rythmique composée de David Hood, Roger Hawkins (en), David Beckett, incontournables musiciens de Muscle Shoals.

## Discographie

### Albums
- 1991 : Heart To Heart Collect
- 2002 : George Jackson in Muscle Shoals
- 2006 : What Would Your Mama Say
- 2009 : In Memphis 1972-77 (Ace Records)

1. Aretha, sing one for me
2. Things are getting better
3. Talking about the love i have for you
4. Let's live for ourselves
5. If you never see me
6. How can i get next to you
7. All in my mind
8. Walking the city streets
9. Dear Abby
10. A woman wants to be loved
11. I don't need you no more
12. Let them know you care
13. If i could get on that soul train
14. You can't run away from love
15. Take your love and go
16. Smoking and drinking
17. Willie lump lump
18. She can't replace the love i have for you
19. Macking on you
20. Patricia
21. We've only just begun

- 2010 : All Because Of Your Love
- 2011 : Don't Count Me Out: The Fame Recordings (Volume 1)
- 2012 : Let the Best Man Win: The Fame Recordings (Volume 2)
- 2013 : Old Friend: The Fame Recordings (Volume 3)
- 2018 : Leavin' Your Homework Undone (Kent Records)

1. I Got A Feeling
2. I'm Gonna Hold On (To What I've Got) (Demo)
3. What Kind Of Woman Are You
4. I'm Glad To Have What He Didn't Want
5. I Slowly Killed Your Love For Me
6. A Woman Respects A Man
7. A Few Precious Moments
8. Don't Tell Me Nothing About My Baby
9. A Man And A Half
10. If This Is Love
11. I Wish I Was A Child Again
12. Leavin' Your Homework Undone
13. Quicksand Around My Mind
14. Two Way Proposition
15. I Got To Stop You Road Runner
16. Humpin' To Please
17. Your Love Is So Good
18. Never In Public
19. You Caught Me Red Handed
20. Oh Baby What You're Doing To Me
21. Keep Your Business To Yourself
22. Your Love Made A U-Turn
23. Weekend Love
24. Wait Till The Time Is Right